# Weźmisz czarno kure...
Weźmisz czarno kure... – zbiór opowiadań Andrzeja Pilipiuka, opisujący przygody Jakuba Wędrowycza. Trzeci tom cyklu książek o tej postaci. Zawiera 19 opowiadań:
- Weźmisz czarno kure...
- Problemy
- Bimbrociąg
- Dom bez klamek
- Drewniany umysł
- Dziadek
- Lenin
- Lenin 2: Coś przetrwało
- Okazja
- Ostatnia posługa
- Znalezisko
- W kamiennym kręgu
- Ostateczna polisa na życie
- Park Jurasicki
- Reprywatyzacja
- Spowiedź
- Titanic
- Zbrodnia doskonała
- Pogotowie